# Sergio Barros
| (2741) Valdivia         | 1. Dezember 1975  | [1] |
| (2757) Crisser          | 11. November 1977 |     |
| (2858) Carlosporter     | 1. Dezember 1975  | [1] |
| (6217) Kodai            | 1. Dezember 1975  | [1] |
| (10993) 1975 XF         | 1. Dezember 1975  | [1] |
| (12660) 1975 NC         | 15. Juli 1975     | [1] |
| (29079) 1975 XD         | 1. Dezember 1975  | [1] |
| - [1] mit Carlos Torres |                   |     |

Sergio Barros ist ein chilenischer Astronom. Zwischen 1975 und 1977 entdeckte er zusammen mit Carlos Torres am Cerro El Roble-Observatorium, das sich an der Universität Chiles befindet, insgesamt sieben Asteroiden. Der von ihm entdeckte Asteroid des äußeren Hauptgürtels (2757) Crisser ist nach ihm und seiner Frau benannt.